# Царский титулярник
«Больша́я госуда́рева кни́га и́ли Ко́рень росси́йских госуда́рей», известная также как «Ца́рский титуля́рник» — созданная в 1672 году рукопись, богато иллюстрированная портретами русских монархов и гербами русских земель, самый знаменитый и роскошный из титулярников (русских справочников-письмовников по титулам русских и иностранных царствующих лиц и политических деятелей, составлявшихся в XV—XIX вв. в качестве пособия в дипломатической переписке).

## История создания
Книга была составлена русским дипломатическим ведомством в царствование Алексея Михайловича. Она стала подарком, преподнесённым царю главой Посольского приказа боярином Артамоном Матвеевым 23 мая 1672 г. (или же была создана по приказу царя). После преподнесения её царю она была оставлена в Посольском приказе и являлась официальным справочником, содержащим информацию дипломатического характера.
После гибели Матвеева в 1682 г. текст «Титулярника» пытались продолжить, с ним знакомили наследников престола, на него ссылались, копировали и издавали в XVIII в., кроме того, он стал де-факто первым гербовником России.
Книга была изготовлена в трех (или же, как указывается, в четырёх) экземплярах. Один хранится в Российском Государственном архиве древних актов, другой — в Государственном Эрмитаже, и ещё один  экземпляр — в Российской национальной библиотеке.
Согласно имеющимся сведениям, первый экземпляр был оставлен в Посольском приказе и для руководства в работе, и для показа приезжающим иностранцам, так как Алексея Михайловича не устроил слишком большой размер «Титулярника», и он приказал, скопировав, сделать «в Верх» ещё два экземпляра, так же украшенных, но меньшего размера. Один предназначался для царевича Фёдора Алексеевича, а другой для самого царя. Книги были созданы в течение нескольких последующих лет. Миниатюры рукописей отличимы, в первую очередь, по разнице в орнаментированных цветочных рамках.

## Текст

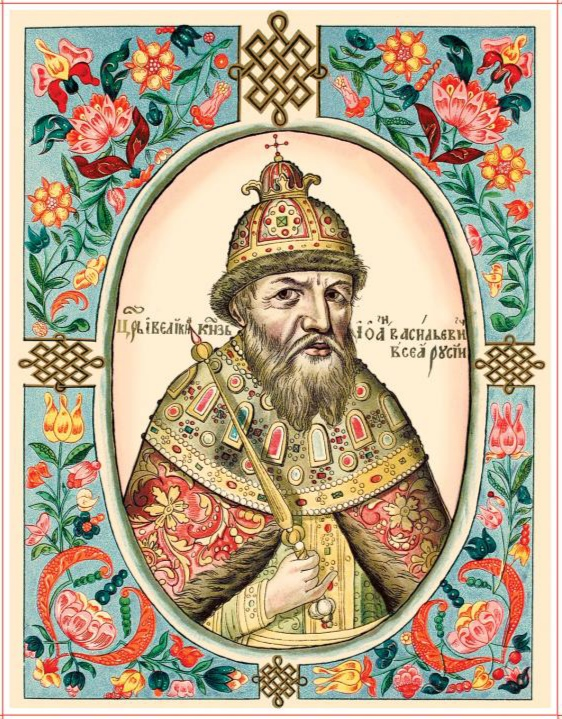
Портрет Ивана Грозного

«Книга, а в ней собрание, откуда произыде 

корень великих государей царей и великих 

князей российских, и как в прошлых годех 

великие государи цари и великие князи 

российские писали в грамотах ко 

окрестным великим государям християнским 

и к мусульманским по нынешней по 180-й 

год, и какими печатми грамоты печатаны, 

и как к предком их государским и великим 

государем царем и великим князем 

российским окрестные великие государи 

християнские и мусульманские имянованья 

и титла свои пишут, и каковы которого 

государя их государские персоны и гербы. 

Состроена сия книга повелением великого 

государя царя и великого князя Алексея 

Михайловича всеа Великия и Малыя и Белыя 

Росии самодержца в нынешнем во 170-м году».
Рукопись считается не только выдающимся памятником древнерусского изобразительного и прикладного искусства, но и значимым произведением исторической и политико-дипломатической мысли. Текст «Титулярника» представляет собой краткие сведения по русской истории, а также справочную информацию о титулах зарубежных государей, гербах и печатях.
Его написали дипломат и писатель, выходец из Молдавии Николай Гаврилович Милеску-Спафарий и подьячий Посольского приказа Петр Долгово.
Тематику и идейное содержание книги составляет доказательство законности и преемственности династии Романовых от рода Рюриковичей, а также её богоизбранность. Как отмечают советские историки, «перед нами откровенная проповедь идей формирующегося абсолютизма». Также авторы текста касаются таких тем, как церковная власть на Руси (патриархи и патриаршество), а также дела посольские.
«В целом дипломатическая история России прослеживается, начиная от правления последнего Рюриковича Фёдора Ивановича и до Михаила Фёдоровича Романова, но минуя царствование Бориса Годунова и Смуту. Тем самым ещё раз подчёркивалась связь царствующего дома с предшествующей династией, растущее всемирно-историческое значение России. Можно сказать, что „Титулярник“ — это не только справочно-информативное издание, но к тому же и первая книга по истории внешней политики России».
Основой для описания исторических событий и взаимоотношений с иностранными государствами создателям «Титулярника» послужил богатый архив Посольского приказа. Также использованы другие источники, традиционные для авторов 2-й пол. XVII века: «Степенная книга», «Тверденная грамота 1613 г. об избрании на Московское государство Михаила Фёдоровича Романова», «Новый летописец», «Сказание о поставлении на патриаршество Филарета», акты земских соборов, сказания и повести о Смутном времени и князьях Владимирских, статейные списки (отчёты) русских послов и различные летописцы.
Исследователи отмечают особое внимание, уделённое авторами Крымскому и Ногайскому ханствам, в том числе их современному состоянию и политике в отношении России.

## Иллюстрации

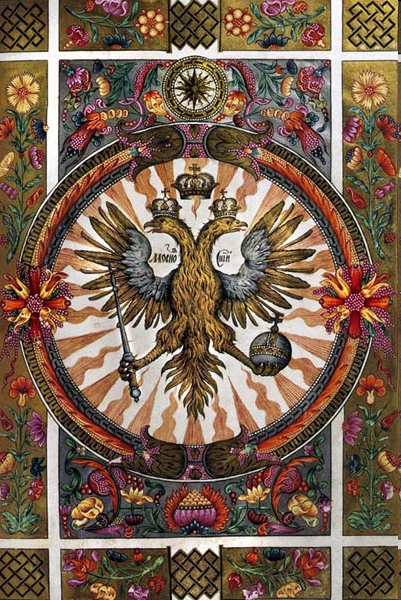
Страница из экземпляра РГАДА. «Титулярник» открывается изображением двуглавого орла под тремя коронами, со скипетром и державой в лапах (без ездеца на груди). Подпись под рисунком гласила «Московский» — то есть двуглавый орёл представлялся как герб Московской земли — сердца объединённого российского государства — и, соответственно, общий символ всей России

Иллюстрации включают портреты русских князей и царей, патриархов, иностранных государей, изображения российских и иностранных гербов и печатей, а также многочисленные заставки и инициалы. Над украшением «Титулярника» трудились лучшие художники и золотописцы Оружейной палаты и Посольского приказа, в том числе жалованный иконописец Иван Максимов (ученик Симона Ушакова), «золотописец» Григорий Благушин, патриарший иконописец Дмитрий Львов, а также Фёдор Лопов, Матвей Андреев, специально вызывавшийся из Твери в Москву для написания «персон» Макарий Митин-Потапов и многие другие.
Книга выполнена в стиле московского барокко. Все портреты написаны акварелью с применением золота и серебра и заключены в роскошные орнаментальные рамки.
- Портреты:
  - 30 портретов русских великих князей и царей (от Рюрика до Алексея Михайловича)
  - 11 портретов Вселенских и Московских патриархов
  - 22 портрета иностранных монархов, современников Алексея Михайловича
- Гербы:
  - Гербы (по сути, ещё «рисунки эмблем»[13]) русских 33 земель, названия которых были включены в большой государев титул Алексея Михайловича. Это Киев, Владимир, Новгород, Казань, Астрахань, Сибирь, Псков, Великое княжество Литовское, Смоленск, Тверь, Волынь, Подолье, Югра, Пермь, Вятка, Волжская Болгария, Нижний Новгород, Чернигов, Рязань, Полоцк, Ростов, Ярославль, Белозерск, Удорский и Обдорский края, Конда, Витебск, Мстиславль, Северная страна, Иверская земля, Карталия и Грузия, Кабарда, Черкассия[14].
  - Гербы 16 иностранных государств.

В описании гербов использованы силлабические вирши, что является одним из ранних примеров на отечественной почве.

### Значение портретов

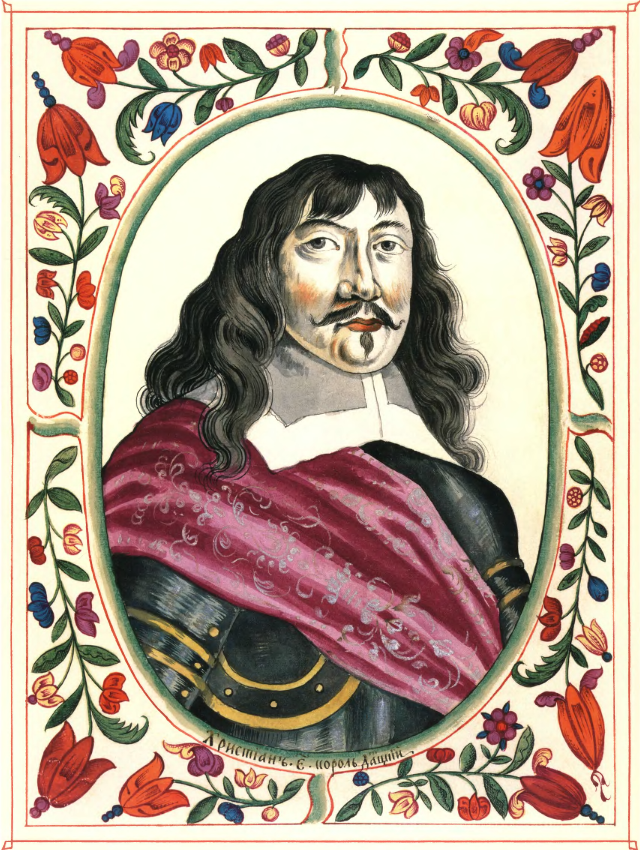
Портрет Кристиана V, короля Дании. Миниатюра из экземпляра РНБ

Книга уникальна, так как является самым древним источником, из которого дошли до нас многие из изображений русских правителей. Внешний облик, к примеру, Ивана Грозного, Фёдора Иоанновича, Бориса Годунова, Василия Шуйского или патриарха Филарета известен в основном именно по этой книге. (Прижизненных портретов троих последних вообще не сохранилось). Полагают, что авторы портретов в титулярниках опирались на недошедший до нас более ранний материал — в иконах, фресках, «подлинниках» (сборниках образцовых описаний или изображений для иконописцев).
Портретные образы русских государей следуют «реалистической» технике, незадолго до этого введённой в иконографию, и традициям русского портрета, не так давно заложенным Симоном Ушаковым. Эти миниатюры — практически первые образцы русских не парсунных портретных изображений, выполненных в технике, демонстрирующей польское и западноевропейское влияния, уж не говоря о влиянии школы Ушакова.
«Эти иллюстрации отличаются тонким искусством и замечательной остротой психологических характеристик. Здесь и упрямое, с злыми глазами, энергичное лицо патриарха Никона; и пресыщенное, немного рыхлое лицо датского короля Кристиана; и франтоватый, избоченившийся герцог флорентийский Фердинанд. Этнографически точно переданы изображения хана Бухарского, турецкого султана, грузинского царевича Николая Давыдовича и других. Но наряду с этими, проникнутыми чертами реализма „портретами“, мы видим и глубоко традиционные и шаблонные изображения московских святителей и некоторых русских государей и князей».
Кроме того, галерея изображений князей и царей послужила важнейшим иконографическим источником для мастеров XVII и XVIII веков, создававших произведения на тему родословия русских правителей по образцу, заданному «Титулярником» (например, Чесменская серия медальонов Федота Шубина, костяная пластина с царским родословием работы Якова Шубина, серия портретов, резаная мастером Иоганном Доршем и проч.)

### Значение гербов

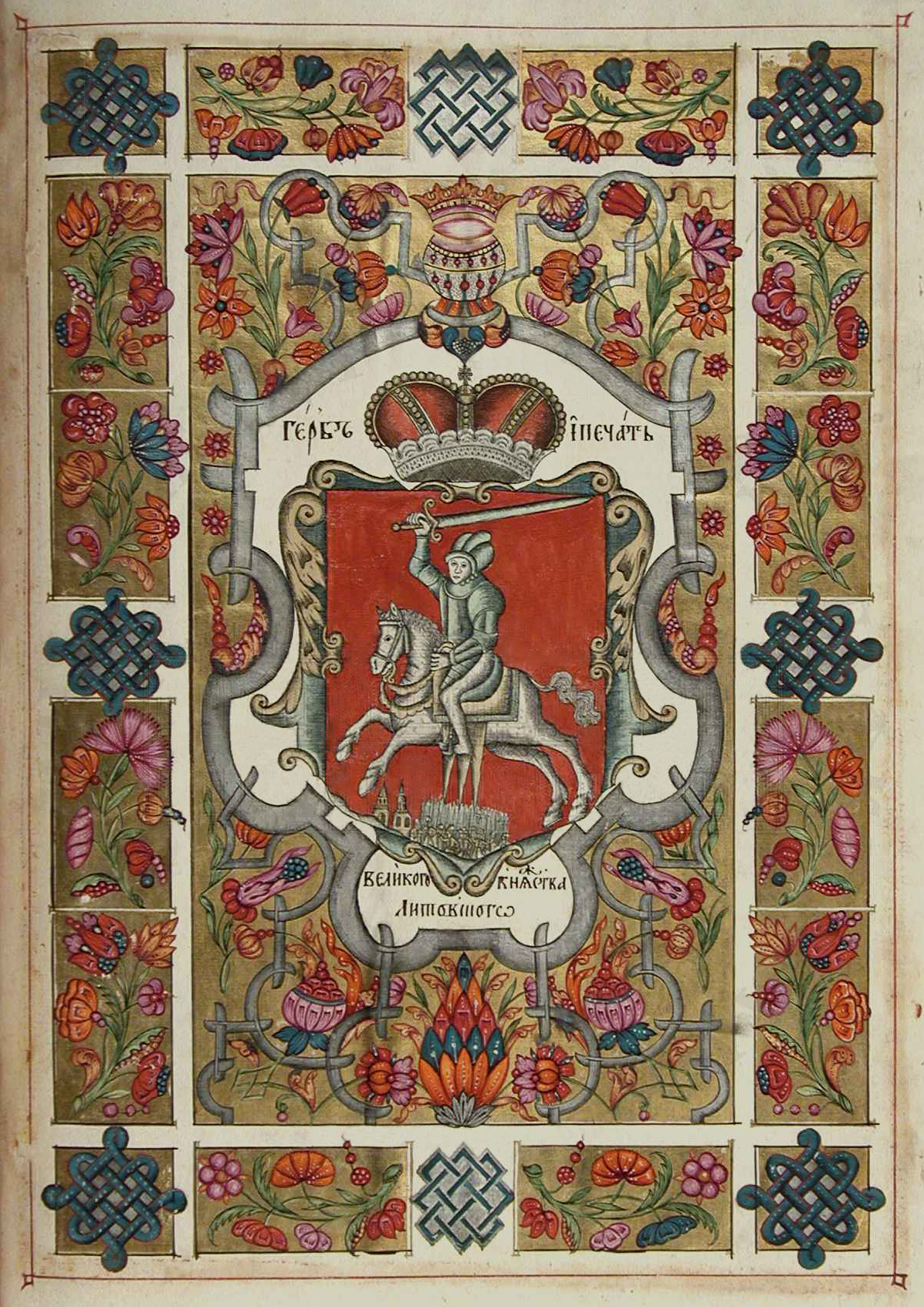
Герб Великого княжества Литовского

«Царский титулярник» в отечественной науке часто называется первым русским гербовником. Тем не менее, этот почётный титул подчас оспаривается. Проблема связана с тем, что гербы «Титулярника», обладая уже всей иконографической полнотой и богатством сюжетов, тем не менее, не несут в себе черты стилистической чистоты. «По-видимому, лишь условно их можно отнести к гербам; скорее это рисунки эмблем, ибо в них отсутствуют стилизация, присущая гербу, определённая геральдическая ориентация фигур, геральдическая цветовая гамма».
В оформлении гербов-эмблем в «Титулярнике» были использованы лишь определённые геральдические приёмы, а, например, щит, на котором помещены символические фигуры, имеет нестандартную — круглую форму. Противники концепции «первого гербовника» также указывают, что «во-первых, создание рукописи не было связано с обобщением именно эмблем и гербов; они, наряду с портретами правителей, выполняли только функцию иллюстраций. Во-вторых, сами изображения, символизировавшие русские земли и княжества, нельзя однозначно трактовать как гербы. Они сочетают геральдические (например, наличие щита) и негеральдические (несоблюдение правила сочетания цветов, иконописное изображение фигур и др.) признаки, и их логичнее определить как протогербы. „Титулярник“, являясь ценным геральдическим источником, не гербовник ни по содержанию, ни по цели создания».

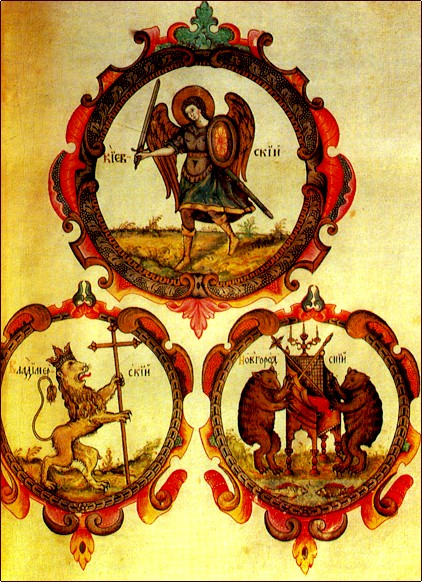
Земельные эмблемы: киевская,
владимирская, новгородская

Как бы то ни было, именно в «Титулярнике» эмблемы русских городов и регионов приобретают характер завершённости и почти без изменений появляются в создаваемых затем городских гербах, поскольку он послужил главным источником вдохновения сочинителей гербов последующих поколений: когда при Петре I местным административным органам было приказано иметь печати с региональной символикой, именно «Царский титулярник» послужил источником для большинства гербов, использующихся до сегодняшнего времени.
Созданная в 1722 году по инициативе Петра Великого особая Герольдмейстерская контора, которая должна была заниматься наблюдением за тем, чтобы российские гербы соответствовали мировым, находилась под руководством графа Франциска Санти, «товарища герольдмейстера». Он разослал в российские губернии запросы об их административной символике, большинство из которых оказались неудовлетворёнными. «Даже из владимирской и вятской канцелярий пришли ответы, что никаких гербов у этих городов нет. А ведь они были ещё в „Титулярнике“, составленном во времена Алексея Михайловича!». Поэтому материал имеющегося под рукой «Титулярника», который прислали в Герольдмейстерскую контору из Коллегии иностранных дел (бывш. Посольский приказ) по распоряжению Сената, оказался весьма необходимым. Санти отредактировал многие фигурировавшие эмблемы согласно европейским геральдическим правилам, и они стали называться гербами — и действительно соответствовать этим названиям.
Так, оттуда заимствованы изображения для гербов Ростова (олень), Рязани (стоящий человек в стрелецкой, затем в княжеской шапке, с саблей или мечом в одной руке и ножнами — в другой), Вятки (выходящая из облака рука с луком, заряженным стрелой), Перми (идущий медведь несёт на спине Евангелие) и т. д. Таким образом, эмблемы земель, изображенные в «Титулярнике», со временем превратились в официальные гербовые символы, а сам «Царский титулярник» всё же фактически оказался первым русским гербовником: «Титулярник явился для создателей городских гербов основным источником, который использовали, начиная с составителей первого знаменного гербовника, все герботворцы. В Титулярнике появились и новые эмблемы, употребляемые впоследствии как городские».

### Публикации «Титулярника»
- Корень Российских государей (Царский титулярник), РНБ, Ф.885, Эрм. 440
- Д. Ровинский. Материалы для русской иконографии, СПб, 1884—1890.
- Портреты, гербы и печати Большой государственной книги 1672 г. СПб., 1903.
- Царский Титулярник. В 2 т. / Под общей редакцией Ю. М. Эскина. М.: Культурно-просветительный фонд им. народного артиста Сергея Столярова, 2007. ISBN 978-5-89709-031-0. 1-й том — репринтное воспроизведение манускрипта, 2-й — расшифровка текста, а также исследования и комментарии.